# Калиновка (Поставский район)
Калиновка (бел. Калінаўка) — деревня в Поставском районе Витебской области Беларуси. Входит в состав Дуниловичского сельсовета.

## География
Деревня расположена в 26 км от города Поставы и в 5 км от Дунилович.

## История
Историческое название деревни — Кукиши.
В начале ХХ столетия — деревня в Лучайской волости Вилейского уезда Виленской губернии. Разделялась на деревню Кукишки (151 житель, 226 десятин земли) и зимовье (27 жителей и 81 десятина земли).
В результате советско-польской войны 1919—1921 гг. деревня оказалась в составе Срединной Литвы.
С 1922 года — в составе Дуниловичской гмины Дуниловичского повета Виленского воеводства Польши (II Речь Посполитая). Разделялась на деревню (37 дворов, 153 жителя) и застенок (8 дворов, 43 жителя).
В сентябре 1939 года деревня была присоединена к БССР силами Белорусского фронта РККА.
С 12 октября 1940 года — в Лучайском сельсовете Дуниловичского района Вилейской области БССР.
В 1947 году — деревня (35 хозяйств) и застенок (11 хозяйств).
С 1977 года — в Воропаевском поселковом Совете.
С 27.12.1985 года — в Дуниловичском сельсовете.
В 2001 году — 15 дворов, 28 жителей, колхоз «XXV партсъезд».